# Kinmei
Kinmei (japonsky 欽明天皇, Kinmei-tennō, 509–571) byl dvacátý devátý japonský císař podle tradičního seznamu panovníků.
Vládl pravděpodobně mezi roky 539–571. Je prvním japonským císařem, jemuž je současná historiografie schopna přiřadit ověřitelná data.
Kinmeiův titul by dnes nezněl tennó, neboť, jak se mnozí historikové domnívají, tento titul byl zaveden až za vlády císaře Temmua. Spíš by zněl Sumeramikoto či Amenošita Širošimesu Ókimi (治天下大王), což znamená „velký král vládnoucí všemu pod nebesy“. Mohl by také být nazýván ヤマト大王/大君 neboli „velký král dynastie Jamato“.

## Události za Kinmeiovy vlády
Vzhledem k několika chronologickým rozporům v líčení kroniky Nihonšoki, jež se týkají císaře Kinmeie, se někteří historici domnívají, že ve skutečnosti vládl dvoru, který soupeřil se dvory císařů Ankana a Senky. Nicméně podle tradičního podání nastoupil Kinmei na Chryzantémový trůn teprve po smrti svého staršího bratra císaře Senky. Ten podle tradice zemřel v roce 539 ve věku 73 let a následnictví přešlo na jeho mladšího bratra, třetího syna císaře Keitaie, který nastoupil na trůn jako císař Kinmei. Sídlem jeho dvora se stal palác Šikišima no Kanazaši v provincii Jamato.
Přestože se císařský dvůr přestěhoval do města Asuka-kjó v prefektuře Nara až v roce 592, považují někteří historici Kinmeiovu vládu za počátek období Asuka. Jsou to zejména ti, kteří spojují období Asuka především s příchodem buddhismu do Japonska z korejského království Päkče.
Podle kroniky Nihonšoki obdržel císař Kinmei roku 552 od krále Seonga z Päkče darem bronzovou Buddhovu sochu, jejíž doprovod tvořilo značné množství řemeslníků, mnichů a dalších darů. Nicméně podle biografie prince Šótokua Džógú Šótoku Hó Teisecu se buddhismus do Japonska dostal už v roce 538. Toto datum bývá všeobecně považováno za oficiální uvedení buddhismu do Japonska.
V souvislosti s přijetím nového náboženství u dvora nastal hluboký rozkol mezi klany Mononobe, jehož členové podporovali uctívání tradičních japonských božstev, kami, a Soga, který napomáhal přijetí buddhismu.
Podle kroniky Nihonšoki vládl císař Kinmei až do své smrti v roce 571 a byl pohřben v kofunu Hinokuma no Sakai. Jiná, mnohem pravděpodobnější teorie však má za to, že byl ve skutečnosti pohřben v mohyle Misemarujama, která se nachází ve městě Kašihara.
Jelikož není přesně známo místo, kde je císař Kinmei skutečně pohřben, uctívá se jeho památka tradičně v památníku v šintoistické svatyni (misasagi) v Naře. Úřad pro záležitosti japonského císařského dvora stanovil pamětní místo v Naře za místo Kinmeiova mauzolea. Formálně je nazváno Hinokuma no saki Ai no misasagi.

## Rodina
Kinmeiovým otcem byl císař Keitai † (531) a jeho matkou dcera císaře Ninkena princezna Taširaka (* 489). Měl 6 manželek, císařoven, a 25 císařských dětí (16 synů a 9 dcer). Kronika Nihonšoki uvádí, že měl 6 manželek, avšak podle kroniky Kodžiki jich bylo pouze 5. Třetí manželka je podle ní totožná se šestou. První tři manželky byly Kinmeiovy neteře, dcery jeho nevlastního bratra císaře Senky. Dvě zbývající byly sestry, dcery císařova nejvyššího rádce a vůdce klanu Soga, Inameho Sogy.